# Мясо-сальные породы овец

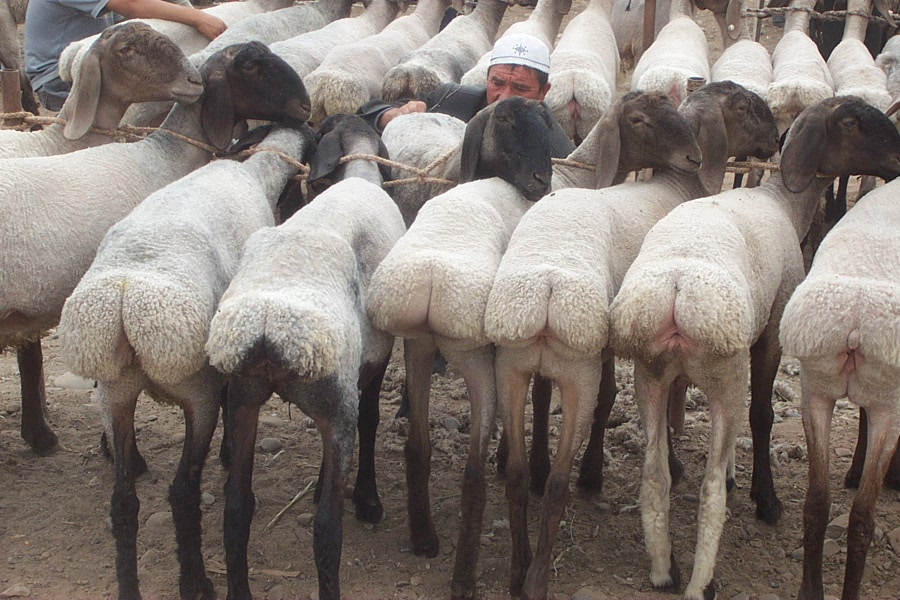
Курдючные овцы породы турки (афгани) на рынке скота в Кашгаре, Китай

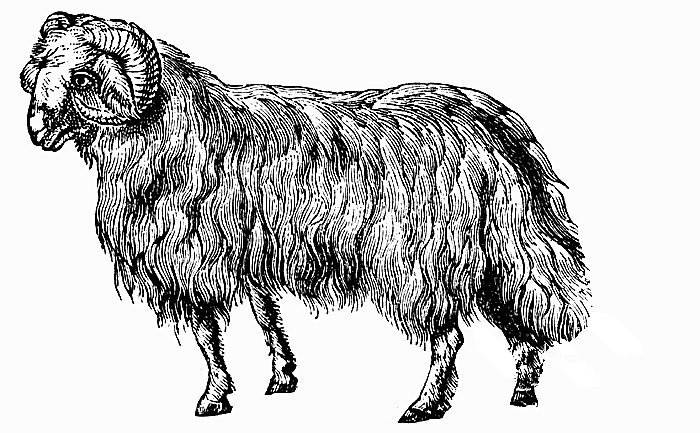
Восточный курдючный баран. Гравюра XIX века

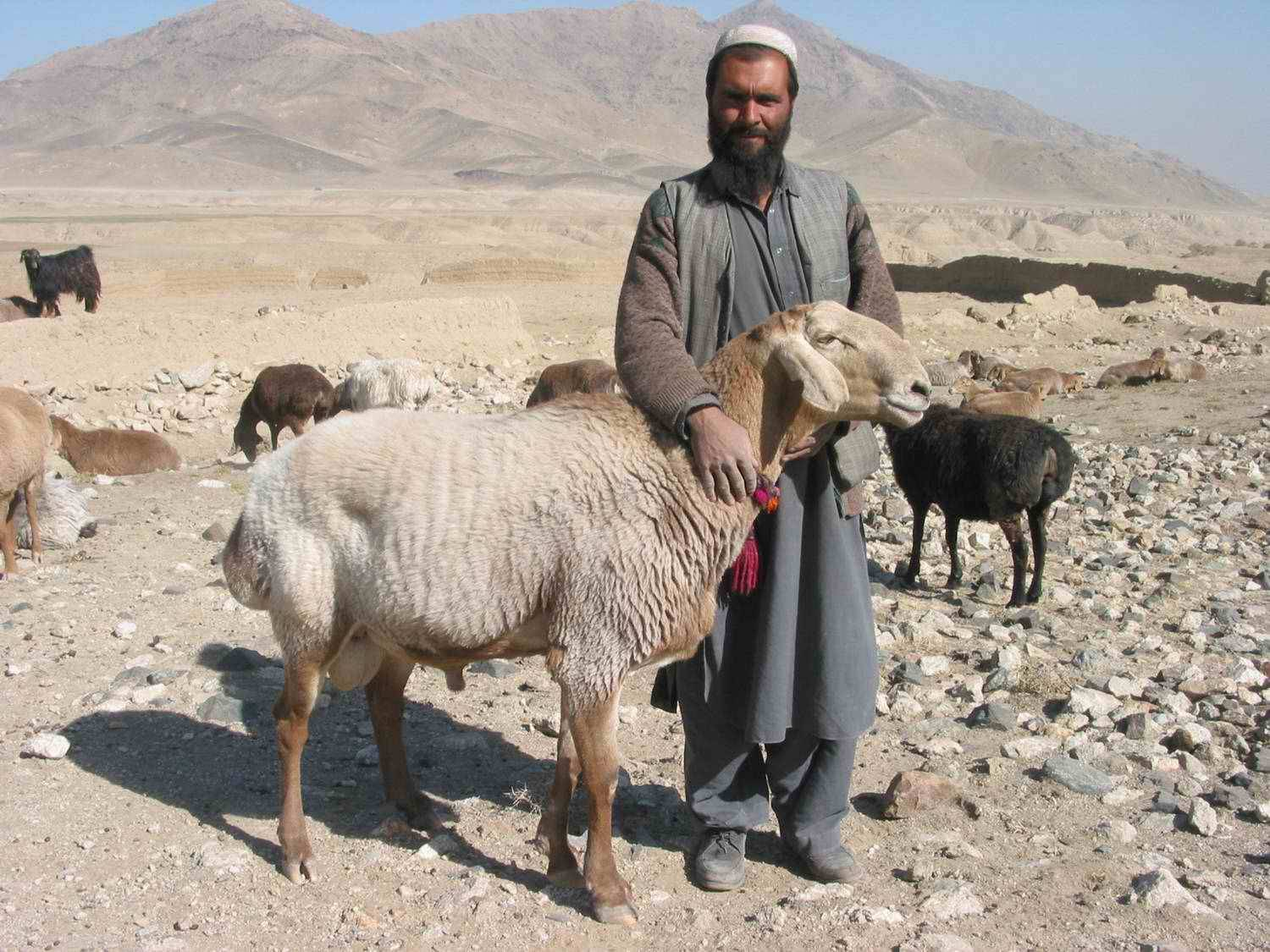
Пастух с курдючными овцами в Афганистане

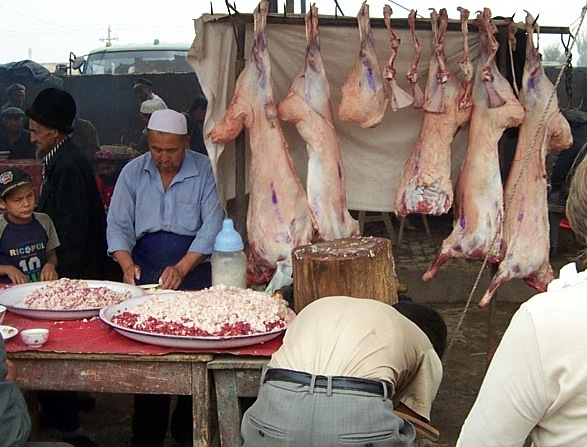
Продавец использует мясо курдючных овец для приготовления чуана в провинции Синьцзян, Китай

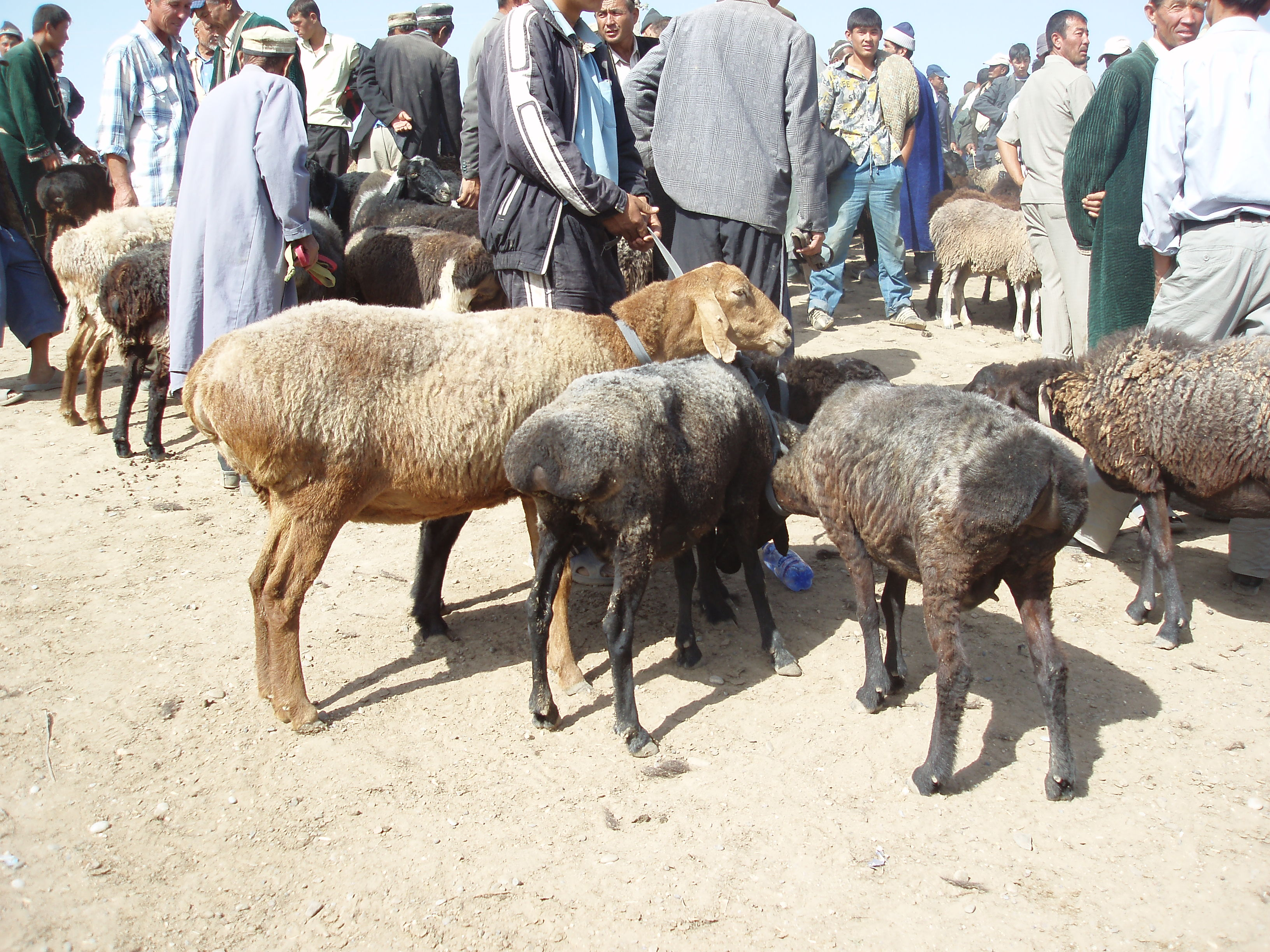
Курдючные овцы на рынке крупного рогатого скота возле Чиракчи, Узбекистан

Мясо-сальные породы овец (также жирохвостые или курдючные породы) разводятся ради получения бараньего жира, который накапливается в курдюке. Образование курдюка наследственно, как характерный признак породы, и бывает особенно сильно при обильном кормлении и благоприятных условиях для отложения жира, также и от местных условий — солонцеватости почвы и особенности травянистой на ней растительности, для питания овец. Около 25 % мирового поголовья овец в настоящее время относится к этому направлению. На территории СНГ распространены в странах Средней Азии, в Казахстане и в Монголии.

## История
Курдючный жир является специфичным продуктом овцеводства и издавна ценится в азиатских странах. Самые древние изображения курдючных овец найдены на посуде и в мозаиках древних городов Урук (3 000 лет до н. э.) и Ур (2 400 лет до н. э.), упоминаются они и в Библии. У каждой породы жир откладывается в хвосте неодинаково: у одних это происходит у основания хвоста, создавая в процессе два аккуратных полушария, у других пород жировые подушки кулем свисают вниз, у третьих хвост при накоплении жира принимает изогнутую форму при которой его кончик торчит вверх. Изредка курдючный мешок может вообще волочиться за овцой по земле, достигая веса 30 кг. В этих случаях сзади к овце привязывали тележку или обездвиживали её на привязи. Жирохвостые породы были выведены в странах Азии и сейчас распространены там же, не пользуясь популярностью за пределами этого континента.